# HMS Howe (32)
O HMS Howe foi um navio couraçado operado pela Marinha Real Britânica e a quinta e última embarcação da Classe King George V, depois do HMS King George V, HMS Prince of Wales, HMS Duke of York e HMS Anson. Sua construção começou em junho de 1937 nos estaleiros da Fairfield Shipbuilding and Engineering em Govan e foi lançado ao mar em abril de 1940, sendo comissionado na frota britânica em agosto de 1942. Era armado com uma bateria principal de dez canhões de 356 milímetros montados em duas torres de artilharia quádruplas e uma dupla, possuía deslocamento de 45 mil toneladas e conseguia alcançar uma velocidade máxima de 28 nós (52 quilômetros por hora).
O Howe teve seu tempo de construção estendido, pois suprimentos foram desviados para trabalhos de maior prioridade. Junto com seu irmão Anson, ele passou a maior parte de sua carreira no Oceano Ártico escoltando comboios de suprimentos para a União Soviética. Participou em 1943 da Invasão da Sicília e escoltou navios de guerra italianos rendidos até a Alexandria. A embarcação foi transferida para a Frota do Pacífico e deu apoio para a Batalha de Okinawa em abril de 1945. Após a guerra, o Howe atuou por quatro anos como a capitânia do Esquadra de Treinamento e até ser descomissionado e colocado na reserva em 1950. Foi vendido como sucata em 1958 e desmontado em 1961.

## Antecedentes
Após a Primeira Guerra Mundial, o Tratado Naval de Washington foi elaborado em 1922 em um esforço para impedir a corrida armamentista entre Reino Unido, Japão, França, Itália e Estados Unidos. Esse tratado limitava o número de navios que cada nação tinha permissão para construir e limitava a tonelagem de todos os navios em 35 mil toneladas. Essas restrições foram estendidas em 1930 por meio do Tratado Naval de Londres, no entanto, em meados da década de 1930, o Japão e a Itália retiraram-se de ambos os tratados e os britânicos ficaram preocupados com a falta de navios de guerra modernos em sua Marinha. Como resultado, o Almirantado ordenou a construção de uma nova classe de encouraçado que recebeu o nome de classe King George V. Devido às disposições dos tratados de Washington e Londres, os quais ainda estavam em vigor a classe King George V estava sendo projetada, com o armamento principal limitado a canhões de 356 milímetros. Estes foram os únicos navios de guerra construídos na época de acordo com as regras vigentes, embora tanto os britânicos que os outros signatários estarem ignorando seus requisitos, não foi possível mudar o projeto da classe que foi desenvolvido em 1937.

## Características

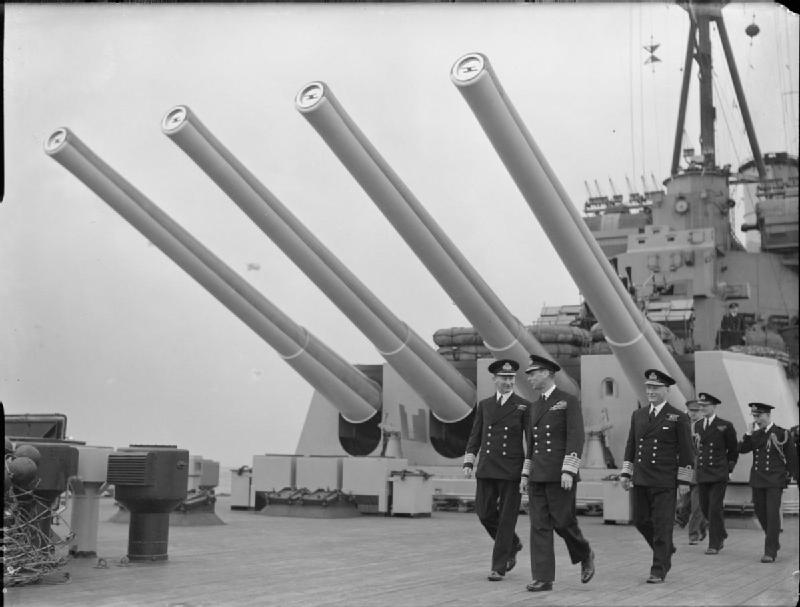
Torre de artilharia principal traseira do Howe.

O Howe tinha deslocamento normal de 39 780 toneladas e deslocamento carregado 45 220 toneladas, comprimento de fora a fora de 227,1 metros, uma boca de 31,4 metros e um calado de nove metros. Sua altura metacêntrica projetada era de 1,85 em carga normal e 2,46 em carga profunda. O navio era movido por turbinas a vapor Parsons equipadas com quatro hélices. O vapor era gerado por oito caldeiras de tubo de água de três tambores Admiralty, que normalmente produziam 75 mil quilowatts mas com capacidade para produzir 82 quilowatts em sobrecarga de emergência. Isso deu a Howe uma velocidade máxima de 27,62 nós (51,15 quilômetros por hora). O navio transportava 4,3 mil toneladas de óleo combustível. A embarcação também transportava duzentas toneladas de óleo diesel, trezentas toneladas de água potável para alimentação e quatrocentas toneladas de água doce. Em velocidade máxima, o Howe tinha autonomia de 4,8 mil quilômetros a uma velocidade de 27 nós (cinquenta quilômetros por hora).
O Howe possuía dez canhões BL de 356 milímetros montados em uma torre dupla Mark II à frente e duas torres quádruplas Mark III, uma à frente e outra à ré. As armas podiam ser elevadas a até quarenta graus e baixadas a até três graus negativos. Um disparo lateral completo pesava 7,2 toneladas e a cadência de tiro era de um disparo a cada quarenta segundos. O armamento secundário consistia em dezesseis canhões de disparo rápido de 133 milímetros montados em oito montagens duplas, pesando 81 toneladas cada. O alcance máximo das armas Mk I era de 22,010 quilômetros a 45 graus. A taxa nominal de tiro alcançava de dez a doze disparos por minuto, mas na prática os canhões só podiam disparar de sete a oito disparos por minuto. Após o comissionamento, junto com suas baterias principal e secundária, o Howe carregava 48 canhões QF 2 de quarenta milímetros Mark VIII, canhões antiaéreos "pom-pom", e dezoito canhões Oerlikon de vinte milímetros.

## História
O batimento de quilha do Howe, o último navio da Classe King George V, ocorreu em 1º de junho de 1937 nos estaleiros da Fairfield Shipbuilding and Engineering em Govan, na Escócia. Ele recebeu um primeiro nome de HMS Beatty, em homenagem ao almirante David Beatty, 1.º Conde Beatty, comandante da esquadra britânica de cruzadores de batalha na Batalha da Jutlândia em 1916, mas o nome foi mudado para HMS Howe, em homenagem ao almirante Richard Howe, 1º Conde Howe. O navio foi lançado em 9 de abril de 1940 e concluído em 20 de agosto de 1942. Ele carregava armamento antiaéreo e equipamento de radar aprimorados como resultado das melhorias dos equipamentos desde o início da Segunda Guerra Mundial.

### Frota Doméstica

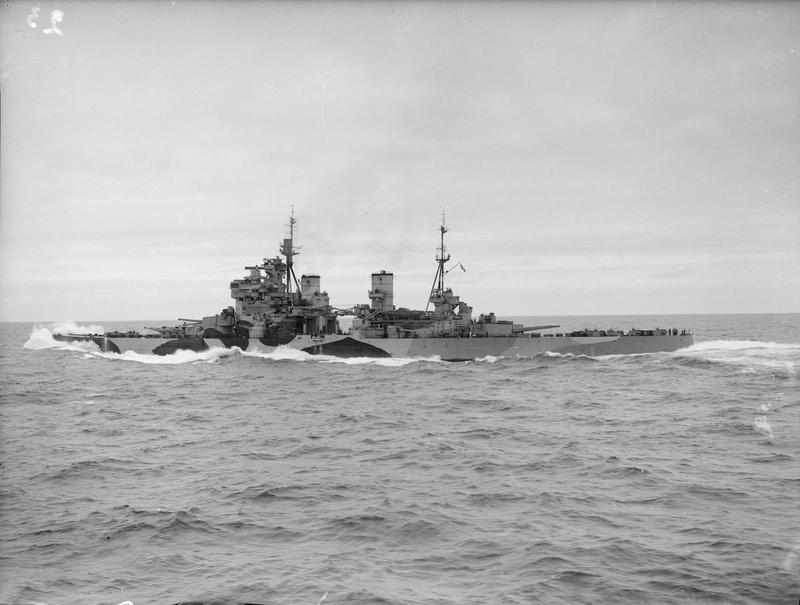
O Howe em agosto de 1942

O Howe juntou-se à Frota Doméstica em 30 de agosto de 1942, seu tempo de construção foi prolongado, devido às demandas mais urgentes da indústria. Como seu irmão HMS Anson, ele passou os primeiros anos de sua carreira de combate no Oceano Ártico, cobrindo comboios com destino à União Soviética. Em 31 de dezembro de 1942, Howe e seu irmão HMS King George V forneceram cobertura a distância para o comboio RA.51, que chegou com segurança em Loch Ewe em 9 de janeiro de 1943. O Howe e o King George V também forneceram cobertura distante para o comboio RA.53 em 1º de março de 1943 e ajudaram a recuperar navios mercantes. Em 1943, o navio de guerra foi transferido para Gibraltar juntamente com o King George V para participar da invasão aliada da Sicília e foram substituídos  pelos encouraçados norte-americanos USS Alabama e USS South Dakota na Frota Doméstica. Os dois navios britânicos bombardearam as bases navais de Trapani e Favignana durante 11 e 12 de julho. Com base em Argel, a dupla também ofereceu cobertura durante a Operação Avalanche em 7 de setembro do mesmo ano, durante o desembarques dos Aliados em Salerno. Em 14 de setembro, Howe e o King George V escoltaram os encouraçados italianos Vittorio Veneto e Italia até Alexandria.
No final de outubro de 1943, o Howe e o King George V retornaram ao Reino Unido e no final do ano, o Howe passou por uma longa reforma em Devonport, onde várias alterações foram feitas. Seu armamento antiaéreo foi aumentado, mudanças foram feitas em seu radar e sua integridade estanque na popa foi melhorada. Modificações foram realizadas nos alojamentos dos oficiais e da tripulação para permitir operações em climas tropicais, incluindo mudanças no isolamento térmico e a instalação de equipamento de ar condicionado.

### Pacífico

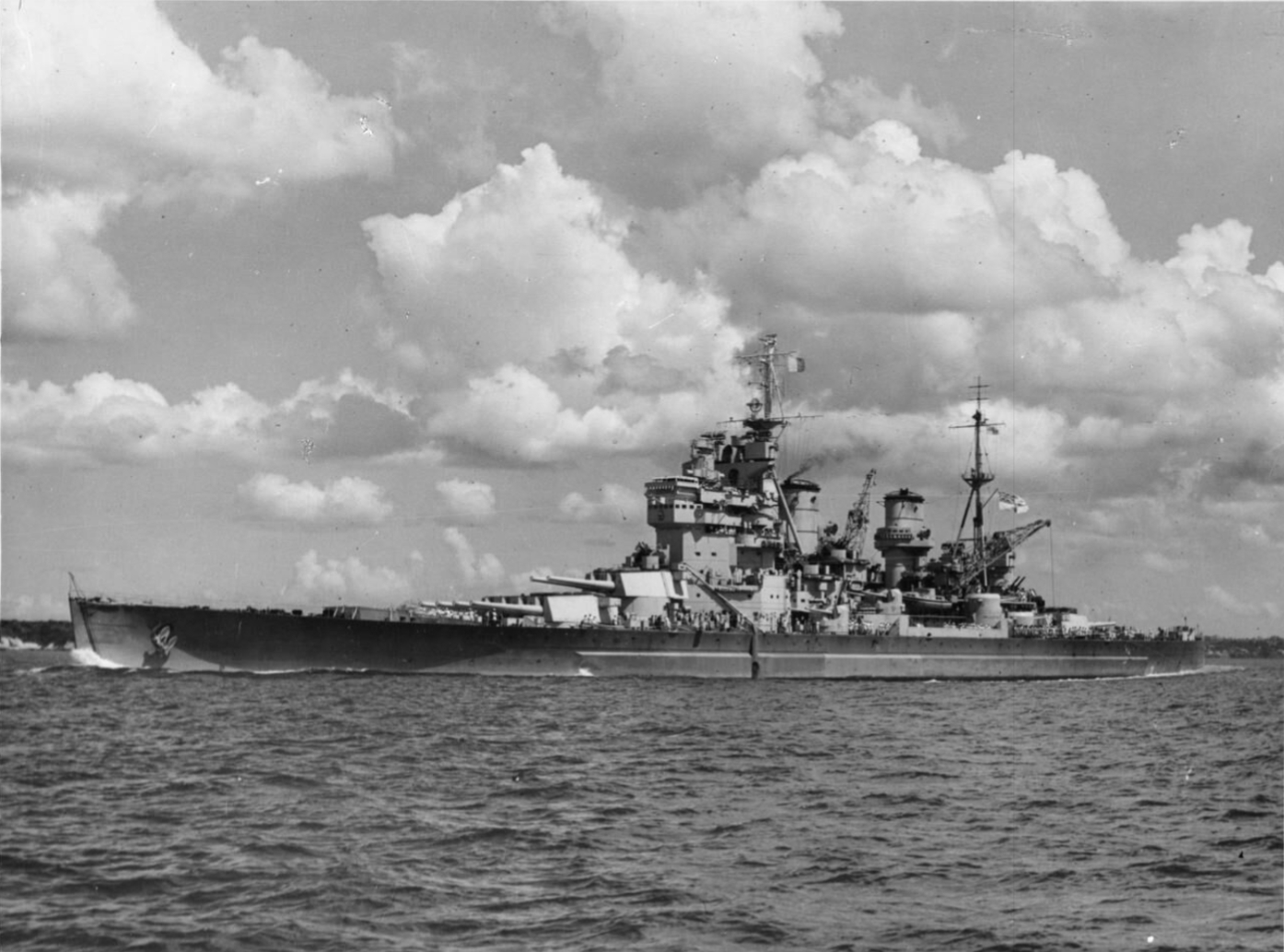
Howe durante uma visita a Auckland em fevereiro de 1945

Em 8 de agosto de 1944, o Howe chegou a Trincomalee, no Ceilão, para se juntar à Frota Oriental. O navio logo entrou em ação, dando cobertura para as operações aéreas a partir de porta-aviões contra alvos na Sumatra. Em dezembro ele rumou para Sydney na Austrália, de onde viajou para Auckland, na Nova Zelândia, em missão diplomática diplomática. Em fevereiro de 1945, o Howe e o King George V partiram de Sydney para iniciar as operações no Pacífico juntamente com quatro porta-aviões, cinco cruzadores e quinze contratorpedeiros, eles formaram a Força Tarefa 113.
O primeiro grande combate da Força Tarefa foi a Operação Iceberg, que proporcionou apoio marítimo para os desembarques norte-americanos em Okinawa em 1º de abril. A força foi submetida a ataques kamikaze japoneses esporádicos, mas os dois navios saíram ilesos dessas ações. As baterias antiaéreas do Howe também conseguiram abater um avião kamikaze. As missões principais dos dois navios eram a defesa aérea e o bombardeio terrestre, sendo o último executado com muita precisão, particularmente pelo Howe contra instalações antiaéreas na ilha de Miyako, a meio caminho entre Okinawa e Formosa.

### Pós-guerra
Na primeira semana de junho de 1945, o Howe estava de volta a Sydney e quase imediatamente foi enviado para uma reforma em Durban, onde permaneceu até o fim guerra. Em seu retorno ao Reino Unido em janeiro de 1946 foi realocado em Portsmouth. Em 1951, o navio foi posto na reserva e deslocado para Devonport, onde deu baixa e foi removido do registro naval em 1957. Em 27 de maio de 1958, o Howe foi rebocado para ser desmontado pela Thos W Ward. A Marinha Real entregou o sino do navio à Catedral de Santo Egídio em Edimburgo. Em 2012 ainda existiam peças de uma das torres de canhão, que foram reaproveitadas como plataforma giratória no laboratório nuclear de Dounreay.